# Protagonisti per sempre
Protagonisti per sempre è un film documentario del 2015 ideato e diretto da Mimmo Verdesca sulle esperienze umane e artistiche dei più celebri attori bambini del cinema italiano dal neorealismo a oggi. Il film ha vinto il Gryphon Award come miglior documentario al Giffoni Film Festival 2015.

## Trama
Dal neorealismo a oggi, molti attori bambini hanno popolato il nostro cinema. In film che vanno da I bambini ci guardano, Sciuscià e La ciociara, fino a Nuovo Cinema Paradiso e La vita è bella e molti altri. Alcuni hanno continuato la loro carriera, altri l'hanno subito interrotta dopo un grande successo. Li ritroveremo, oggi, per raccontare quell'esperienza. Scopriremo cosa è accaduto dopo e se i loro pensieri confidino attese mancate, delusioni e rimpianti, oppure rivelino serenità e soddisfazioni. Per riflettere su come e perché, anche in periodi storici diversi, un'esperienza così forte può condizionare il percorso di una vita.

## Produzione e progetto
Il film ideato, montato e diretto da Mimmo Verdesca, ha la finalità di tutelare e tramandare la memoria storica e artistica del nostro cinema. Presentato in concorso al Giffoni Film Festival 2015 nella sezione "Gex doc", ha vinto il premio Gryphon Award 2015 per il miglior documentario ed è stato editato in dvd da Istituto Luce Cinecittà.

## Premi e riconoscimenti
- Giffoni Film Festival 2015 "miglior documentario"
- CineChildren International Film Festival 2016 "miglior film assoluto" e "miglior documentario"